# 버니 그랜트
버나드 알렉산더 몽고메리 그랜트(Bernard Alexander Montgomery Grant, 1944년 2월 17일 ~ 2000년 4월 8일)는 영국의 정치인이다. 영국 노동당 소속의 영국 의회 의원이었다.
가이아나 조지타운 출신으로, 토트넘을 지역 기반으로 하는 흑인 정치인으로 인종차별 반대 운동과 밀접한 관계에 있었다. 노동자 혁명당 출신으로 영국내 좌파 정치 운동에 크게 관여하기도 했다.